# گردشگری در کرواسی

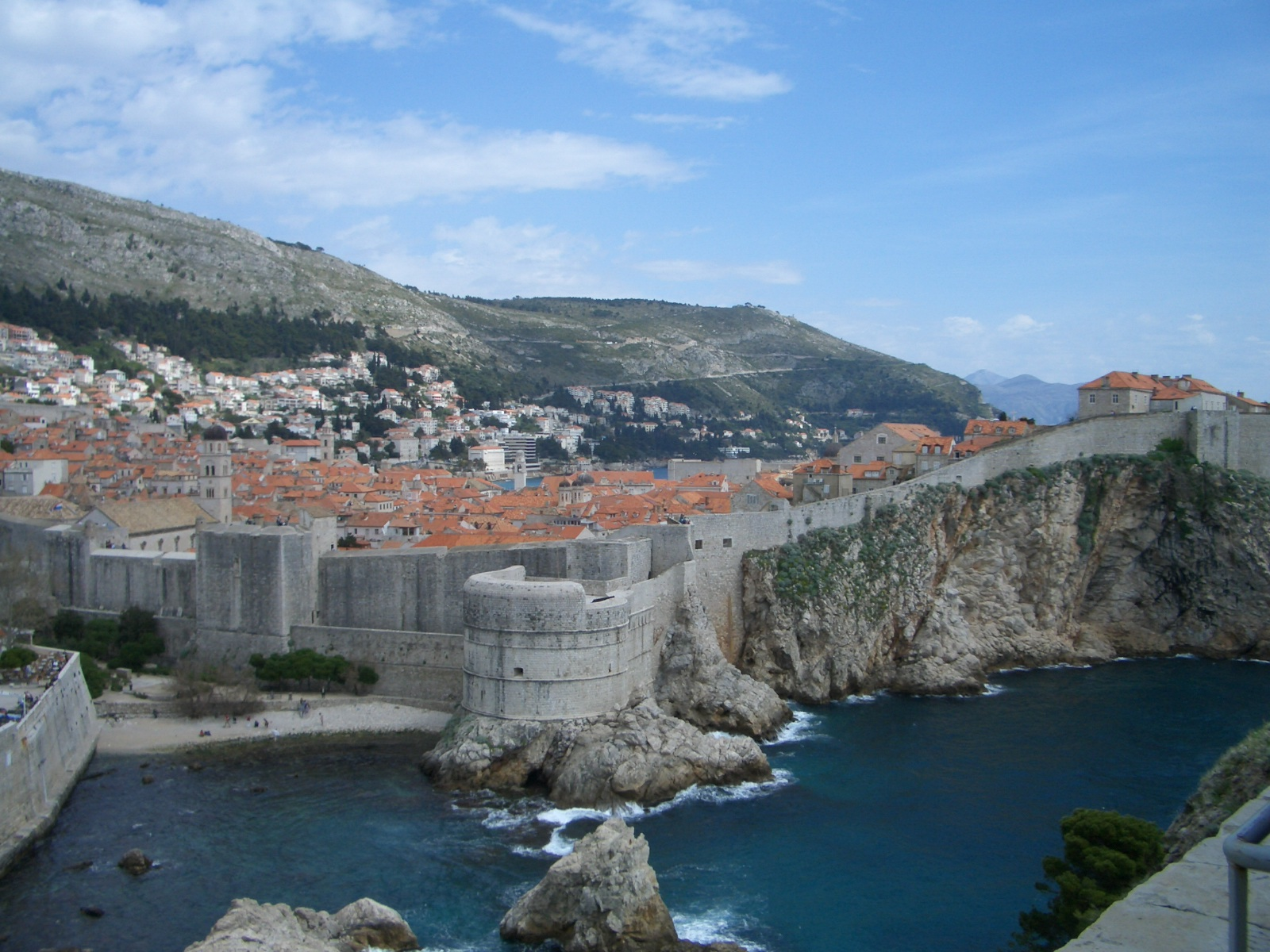
بخشی از دیوار دوبرونیک که محافظت از شهر ساحلی Dubrovnik - یکی از محبوب‌ترین مقاصد گردشگری در کرواسی است.

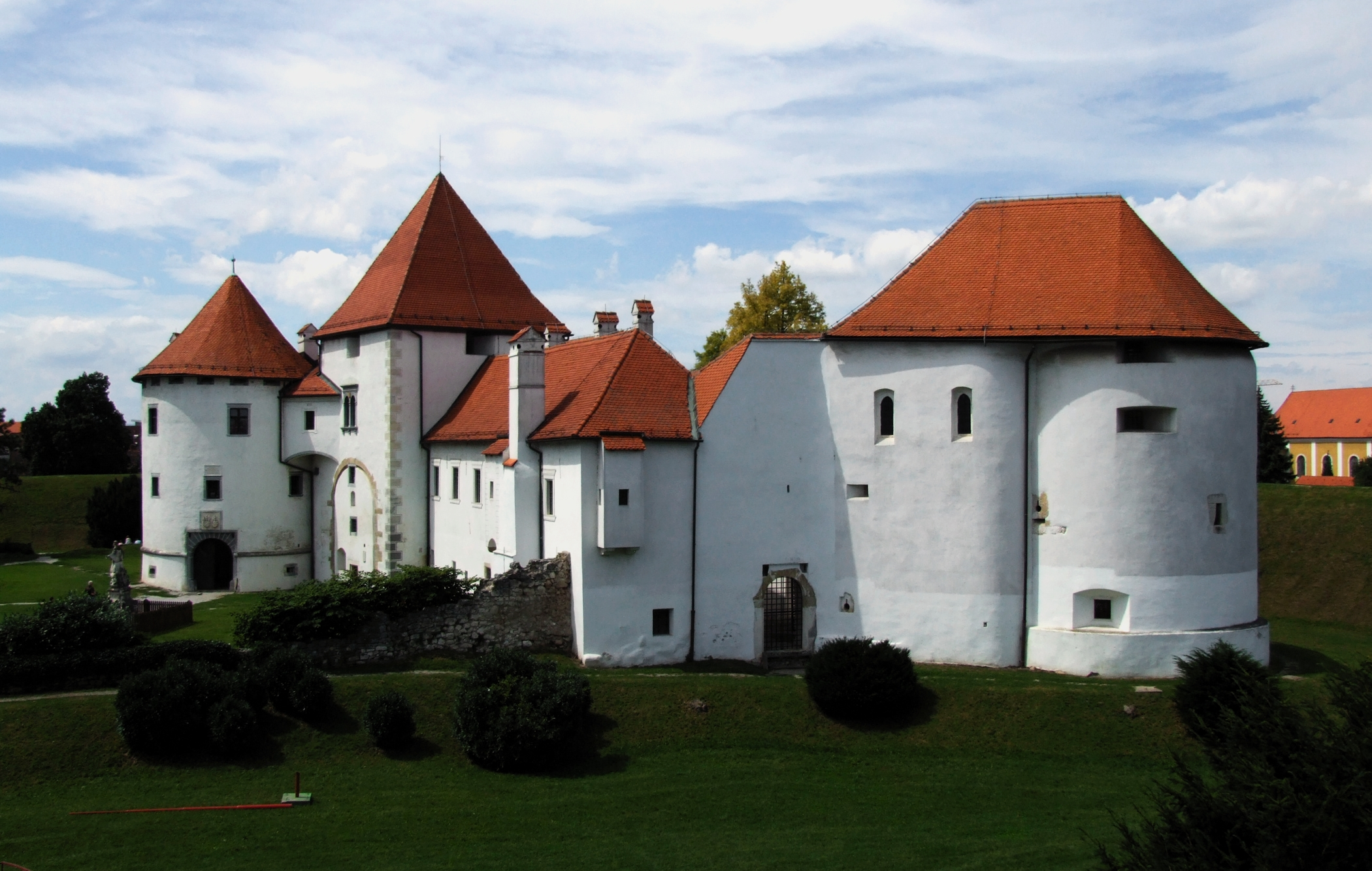
یک قلعه در بافت فرسوده شهر واراژدین در بخش شمالی کرواسی.

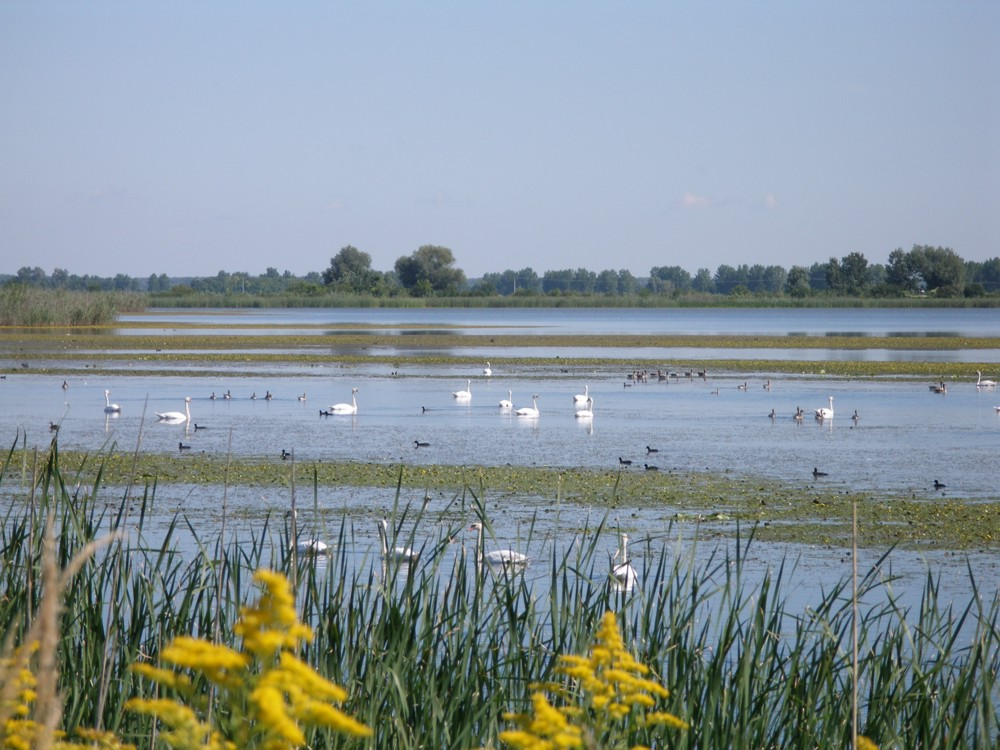
Kopački rit

گردشگری یک صنعت عمده در کرواسی است. در سال ۲۰۱۲ کرواسی حدود ۱۱٫۸ میلیون نفر توریست از کرواسی بازدید کردند و در سال ۲۰۱۵ این تعداد به بیش از ۱۲ میلیون نفر گردشگر و ۹۰ میلیون شب اقامت در کرواسی رسید.کرواسی در صدد افزایش دو برابری تعداد گردشگران از طریق ایجاد سیاست‌های ملی تا سال ۲۰۲۰ و ورود ۱۷٫۵ میلیون گردشگر خارجی و ورود سرمایه ۱۷ بیلیون دلار به کشور است.
گردشگری در کرواسی در سواحل دریای آدریاتیک متمرکز و به دلیل تغییرات اقلیمی فصلی است و اوج آن در ماه‌های ژوئیه و اوت است.
هشت منطقه در کرواسی به عنوان پارک‌های ملی تعیین شده‌اند. چشم‌اندازها در این مناطق، تحت حفاظت هستند. در مسیرهای دریای آدریاتیک، کشتی‌ها و یات‌های ساحلی شرکت‌های مختلف فعالیت می‌کنند. مسیرهایی که برای غواصان بسیار محبوب است.
لونلی پلانت در سال ۲۰۰۵  کرواسی را به‌عنوان مقصد گردشگری برتر انتخاب کرده بود، درحالی‌که انجمن نشنال جئوگرافی نام کرواسی به عنوان مقصد برتر سال ۲۰۰۶ انتخاب کرده بود.

## مناطق توریستی
کمیته گردشگری ملی کرواسی، ۶ منطقه را برای گردشگری در کرواسی در نظر گرفته است.

### ایستریا

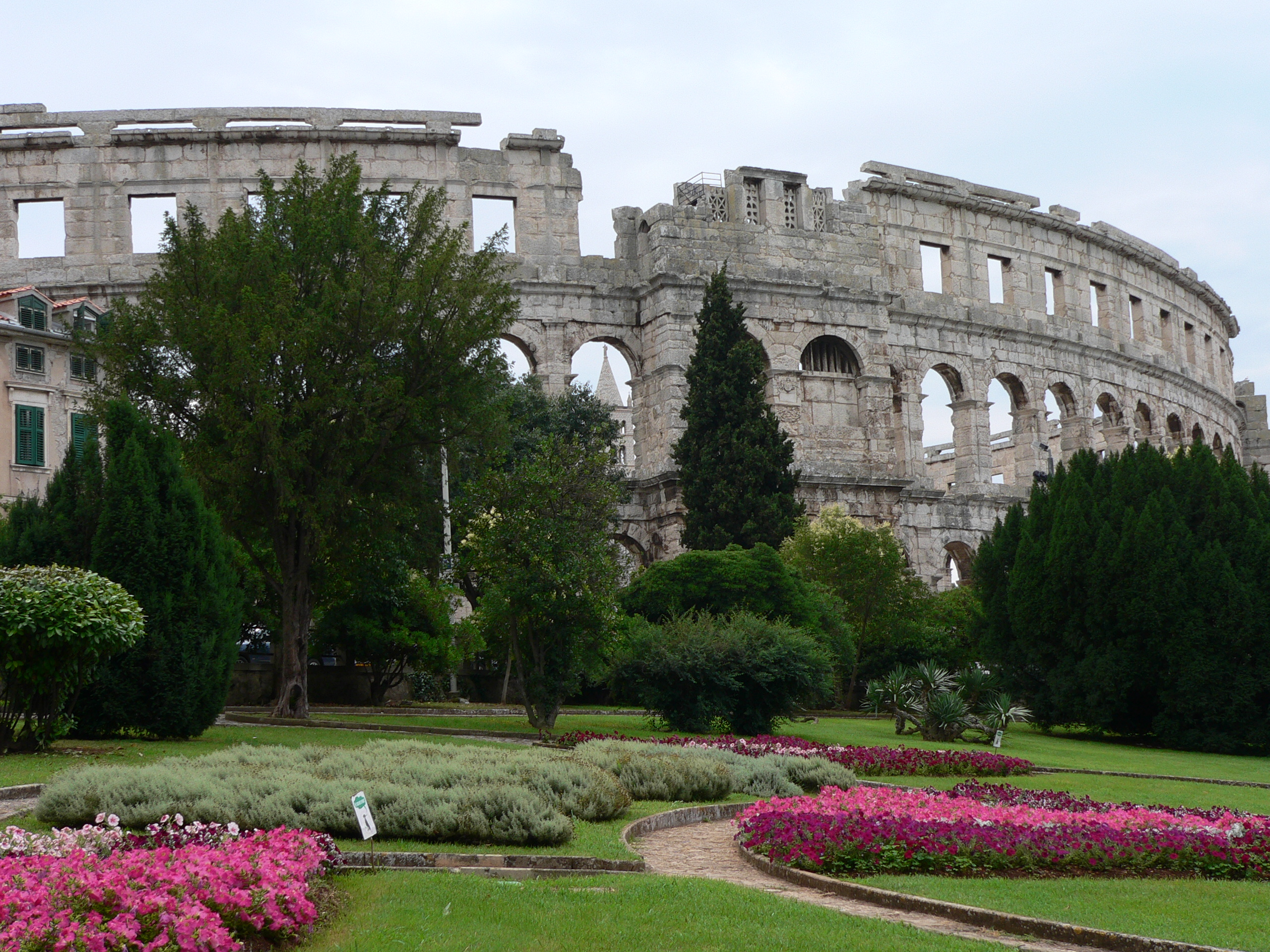
این آمفی تئاتر در Pula.

ساحل غربی شبه جزیره ایستریا چندین روستای تاریخی دارد که قدمت آنها به زمان رومیان برمی‌گردد. یکی از آنها مانند اوماگ که میزبان سالانه مسابقات تنیس ATP در زمین‌های خاک رس است.